# Clemens Kohl

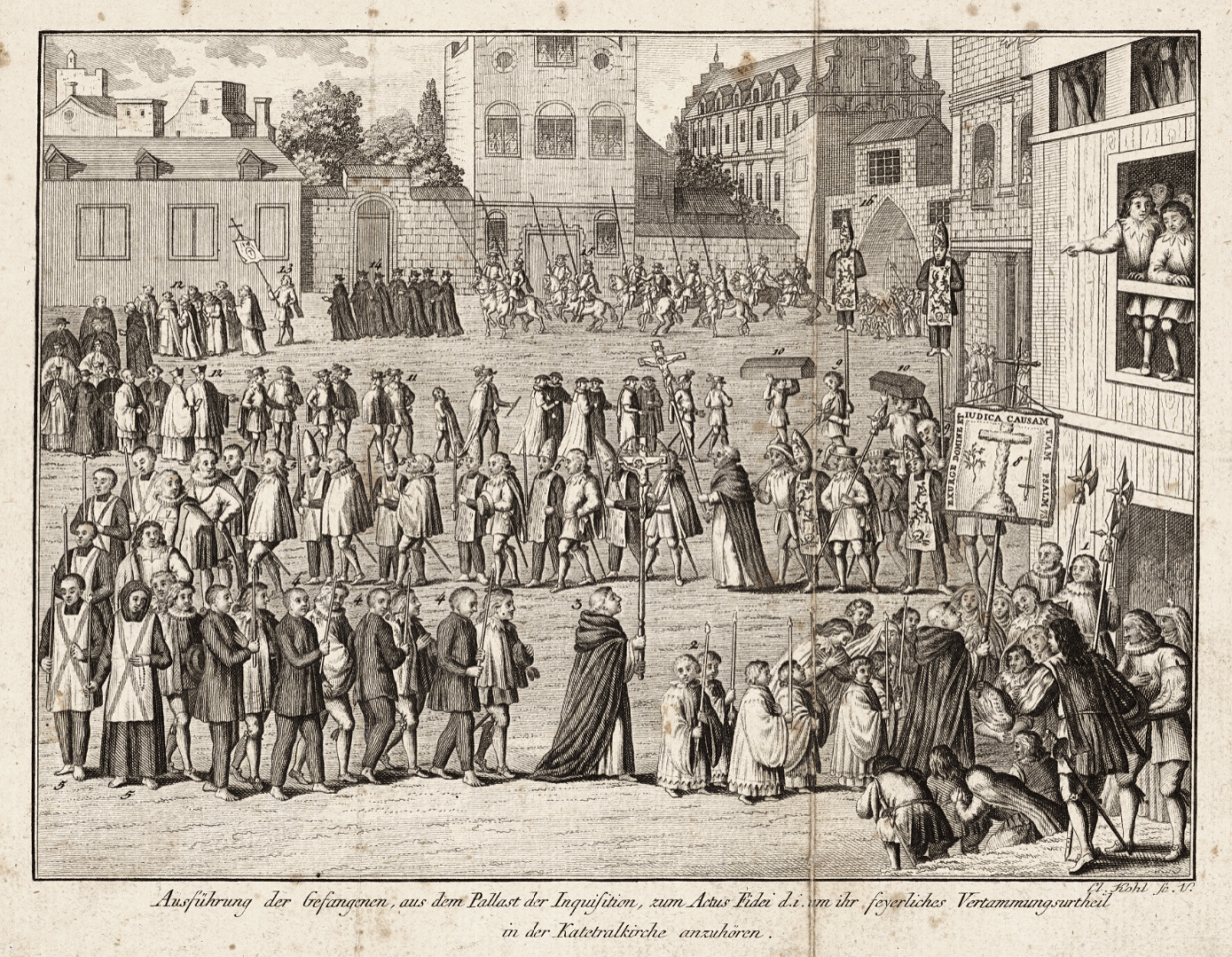
Ausführung der Gefangenen

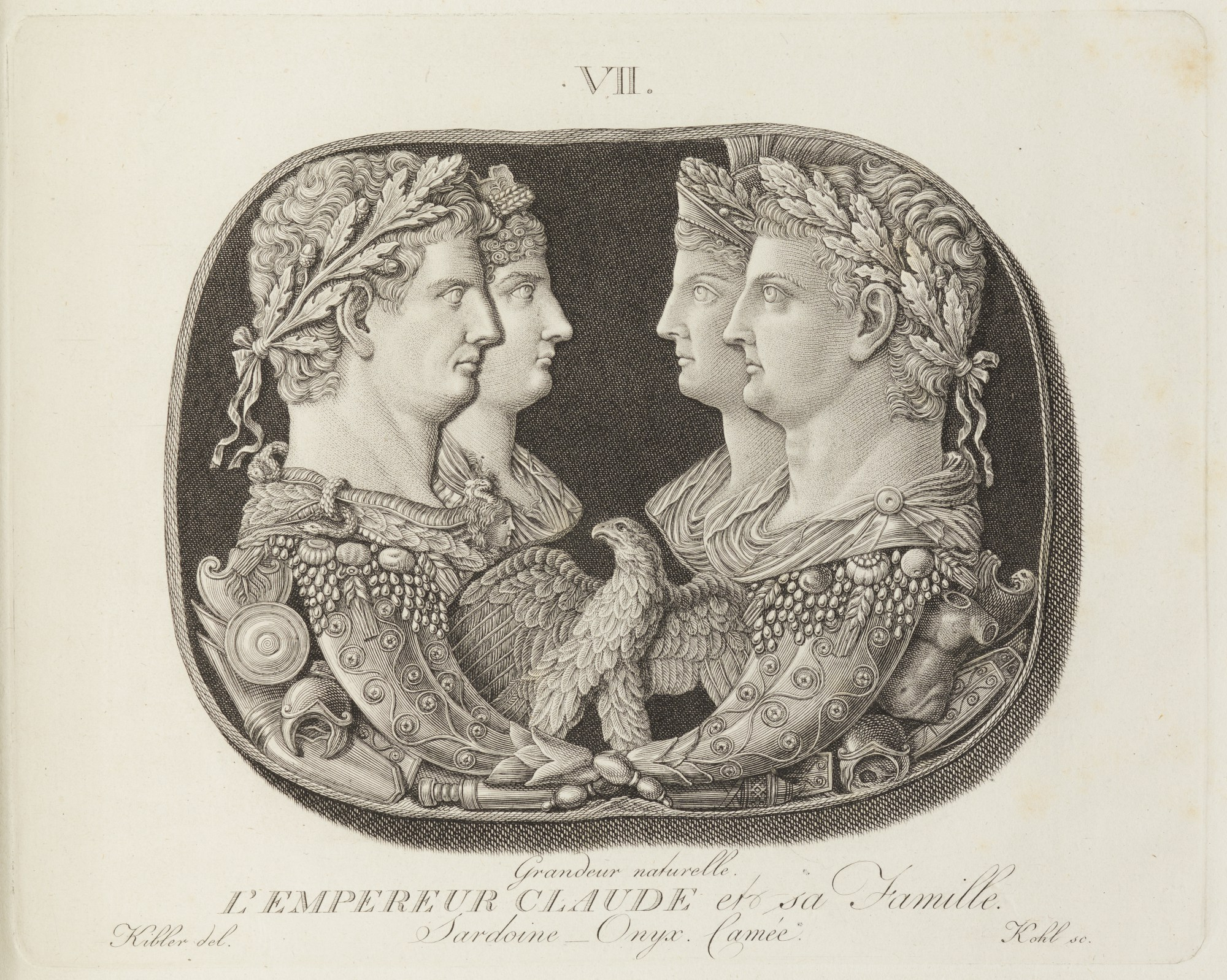
Kaiser Claudius mit seiner Familie („Gemma Claudia“ im Kunsthistorischen Museum Wien)

Clemens Kohl (tschechisch Kliment Kohl, * 14. Dezember 1754 in Prag; † März 1807 in Wien) war ein österreichischer Kupferstecher, Radierer und Illustrator.
Clemens Kohl war ein Sohn des Kupferstechers Anton Kohl und Enkel des Bildhauers Hieronymus Kohl. Er erhielt den ersten Kunstunterricht bei seinem älteren Bruder Ludwig Kohl (1746–1821) und errichtete zunächst an der k.k. Normalschule in Prag. Er studierte ab 1775 in Wien an der Kunstakademie bei Jacob Matthias Schmutzer.
Die Erzherzogin und Königin Maria Theresia ernannte ihn zu ihrem Zeichenlehrer, später zum k. k. Hofkupferstecher.
Clemens Kohl illustrierte Dutzende von Büchern für verschiedene Verlagsanstalten, schuf Kupferstiche nach Werken berühmter Meister und auch nach eigenen Vorlagen sowie Vorlagen seines Bruders Ludwig, ferner vor allem Porträts.
Zu seinen Schülern gehörte der Kupferstecher Johann Blaschke.